# L'Empire des loups (film)
Pour les articles homonymes, voir L'Empire des loups.
Pour plus de détails, voir Fiche technique et Distribution.
L'Empire des loups est un film policier français de Chris Nahon tourné en 2004 et sorti en 2005.
Le film commence avec Anna Heymes, qui est l'épouse d'un des plus hauts fonctionnaires du ministère de l'Intérieur. Depuis plus d'un mois, elle souffre d'hallucinations terrifiantes et de régulières crises d'amnésie, au point de ne plus reconnaître le visage de son propre mari et même de commencer à douter de l'honnêteté de ce dernier. Pendant ce temps, dans le 10e arrondissement de Paris, Paul Nerteaux, un capitaine de police acharné, se voit confier une enquête concernant la mort de trois femmes d'origine turque, qui travaillaient dans des ateliers clandestins et dont les corps ont été retrouvés atrocement mutilés. Pour l'aider à infiltrer la population turque du quartier, Nerteaux n'a d'autre solution que de faire appel à Jean-Louis Schiffer, un de ses anciens collègues connu pour sa réputation de flic implacable et corrompu.

## Synopsis
La jeune Anna Heymes ne se souvient plus de son passé et, dans les situations stressantes, elle ne reconnaît même plus son mari Laurent, un officier des services secrets français. Les médecins veulent connaître la cause de la maladie à l'aide d'examens et d'une biopsie. Anna s'y oppose et consulte la psychiatre Mathilde Urano. Peu à peu, Anna commence à soupçonner qu'elle n'est pas celle qu'elle pense être. Lorsqu'elle découvre des cicatrices sur son visage dues à la chirurgie esthétique, elle s'enfuit dans la confusion et la peur, poursuivie par son mari et ses hommes. Avec l'aide du psychiatre, Anna kidnappe le médecin responsable, le Dr Ackerman. Il dit aux deux femmes qu'une nouvelle méthode de manipulation de la mémoire a été testée sur Anna pour le compte des services secrets. Ensemble, ils se rendent à l'institut pour restaurer la mémoire d'Anna. Une fois que cela a été fait, les femmes sont attaquées par leurs persécuteurs. Mais Anna peut facilement la maîtriser. Anna et Mathilde s'enfuient alors en voiture, tandis qu'Anna leur dit qui elle est vraiment.
Au même moment, dans un quartier turc de Paris, la troisième victime d'un tueur en série est retrouvée. Le chef de la police Paul Nerteaux réactive le policier Schiffer, qui a été contraint à une retraite anticipée en raison de ses méthodes d'enquête brutales. Nerteaux informe Schiffer que le tueur cible les femmes rousses qui ont immigré illégalement de Turquie. Ensemble, ils veulent interroger le chef des gangsters du quartier. Dans le processus, ils sont pris dans une tentative d'assassinat par un commando de tueurs. Nerteaux et Schiffer échappent de justesse à l'attaque. Schiffer reconnaît les actions des Loups gris dans l'exécution de la tentative d'assassinat et met en garde le jeune collègue contre toute enquête ultérieure. Lui-même se retire.
Néanmoins, Nerteaux continue d'enquêter et, après de nouveaux indices, arrive à la conclusion que les Loups gris sont derrière la série de meurtres. L'organisation recherche en réalité une femme dont la description physique est très spécifique et Nerteaux se rend compte que cette cible a dû changer de visage. Il se rend donc chez un médecin apte à réaliser cette opération chirurgicale. Au cours de l'entretien, le médecin est assassiné par un tueur. Dans le combat qui s'ensuit, Nerteaux parvient à mettre l'assassin en fuite. Lorsqu'il enquête sur la scène du crime, il trouve un pendentif en or, identique à celui que porte Schiffer.
Anna dit à Mathilde qu'elle est membre des Loups gris, mais qu'elle a trompé l'organisation et qu'elle s'est cachée avec 20 kilos d'héroïne. En conséquence, une prime a été placée sur sa tête et elle a été forcée de se faire modifier plastiquement le visage. Lorsqu'Anna se rend dans un cimetière pour récupérer la drogue cachée, elle est surprise par Schiffer, ce qui se termine par une fusillade. Entre-temps, Nerteaux est également arrivé, à la suite de Schiffer. À la poursuite d'Anna, les deux hommes montent un escalier en colimaçon, déclenchant une charge explosive cachée par Anna. Alors que Nerteaux parvient à se sauver, Schiffer tombe dans les escaliers. Anna parvient à s'échapper.
Le chef de la police déclare alors l'affaire close et Schiffer mort. Cependant, Paul Nerteaux continue d'enquêter seul et tombe sur la piste du tueur Azer Zeki. Nerteaux le suit dans une ville troglodyte près d'Istanbul. Là, Azer l'appréhende et le conduit dans un temple. Peu de temps après, il tombe nez à nez avec un chef des Loups gris nommé Kudseyi. Un peu plus tard, le capitaine, que l'on croyait mort, apparaît avec Anna capturée. Anna est jugée et condamnée à mort. Lorsque Kudseyi tente de la tuer, Anna s'empare d'une arme cachée dans ses cheveux et poignarde le chef. Azer Zeki maîtrise alors la femme et s'enfuit du temple. Après avoir maîtrisé les hommes d'Azer, Nerteaux et Schiffer se lancent à la poursuite d'Anna. Entre-temps, les services secrets français arrivent et investissent la cité troglodyte.
Schiffer, quant à lui, informe Nerteaux qu'il travaille avec les services secrets et qu'il a proposé un marché à Anna. Lorsque les deux policiers trouvent enfin Azer, celui-ci est en train de mutiler le visage d'Anna. Dans la fusillade qui s'ensuit, Nerteaux tire sur l'homme. Anna s'en sort grièvement blessée.

## Fiche technique
- Titre original : L'Empire des loups
- Titre anglais : Empire of the wolves
- Réalisation : Chris Nahon
- Scénario : Chris Nahon, Jean-Christophe Grangé, Christian Clavier et Franck Ollivier, avec la collaboration de Luc Bossi et Simon Michaël, d'après le roman du même nom de Jean-Christophe Grangé
- Musique : Olivia Bouyssou, Dan Levy, Luca De' Medici, Grégory Fougères, Pascal Morel et Samuel Narboni
- Photographie : Michel Abramowicz
- Montage : Marco Cavé
- Décors : Guy-Claude François
- Costumes : Olivier Bériot
- Production : Andrew Colton et Patrice Ledoux, en coproduction avec Francesco Pamphili
- Sociétés de production : Gaumont, TF1 Films Production, Kairos, Medyavizyon, Sogécinéma 3, Canal+
- Sociétés de distribution : Gaumont (2005) ( France) et (DVD), Central Partnership (2005) ( Russie), Pathé (2005) ( Suisse), Nordisk Film (2006) ( Finlande), Tobis Film (de) (2005) ( Allemagne), Medusa Film (2005) ( Italie) , Sony Pictures Entertainment (2008) ( États-Unis) et (DVD), UFA (2006) ( Allemagne)
- Budget de production : 24 296 118 euros[1]
- Pays d'origine :  France
- Langue originale : français
- Format : couleur (Technicolor) - 35 mm - 2,35:1 (CinemaScope)
- Son : Dolby Digital
- Durée : 128 minutes
- Dates de sortie :
  - France : 20 avril 2005
  - Belgique : 20 avril 2005
  - Suisse : 20 avril 2005 (Suisse romande) ; 25 août 2005 (Suisse alémanique)
- Certifications :
  -  France : Interdit aux moins de 12 ans
  -  États-Unis : [R]
  -  Allemagne : Interdit aux moins de 16 ans
  -  Suisse : Interdit aux moins de 16 ans

## Distribution
- Jean Reno : Jean-Louis Schiffer
- Jocelyn Quivrin : Paul Nerteaux
- Arly Jover : Anna Heymes
- Laura Morante : Mathilde Wilcrau
- Philippe Bas : Laurent
- David Kammenos : Azer
- Didier Sauvegrain : Ackerman
- Patrick Floersheim : Charlier
- Étienne Chicot : Amien
- Albert Dray : le lieutenant
- Vernon Dobtcheff : Kudseyi
- Élodie Navarre : la fliquette
- Philippe du Janerand : le légiste
- Vincent Grass : Marius

## Production

### Adaptation du roman
S'inspirant du roman éponyme de Jean-Christophe Grangé, le film tourne autour de deux sujets : 
- Les technologies permettant la manipulation de la mémoire.
- Les milieux nationalistes turcs, et notamment une branche armée nationaliste turque, les Loups gris.

Les trois personnages principaux ne subissent pas le même sort que dans le dénouement délivré par le livre.

### Tournage
Le tournage s'est déroulé en région parisienne de février à mai, et en Turquie au mois d'octobre 2004. Plusieurs scènes ont été tournées sur les docks à Istanbul, et la région de Cappadoce a été utilisée pour les scènes décrites dans le livre comme se déroulant sur le Nemrut Dag. Des têtes géantes en polystyrène ont été rajoutées au décor naturel pour récréer le cadre de la fin du roman. L'histoire se terminera dans le repaire des Loups gris, reconstitué à partir d'anciens thermes situés au centre d'Istanbul.
D'autres scènes ont été tournées aux studios SETS de Stains.

## Box-office
- France : 731 091 entrées[3]

## Divers
- Ce fut l'un des rares films à être distribué en bi-pack DVD/UMD, le format vidéo pour la console de jeu PSP.
- C'est lors de la composition de la bande originale de ce film que se sont rencontrés Olivia Merilahti et Dan Levy qui formeront à la suite le duo musical The Dø.